# Mordellistena brunneotincta
Mordellistena brunneotincta es una especie de coleóptero de la familia Mordellidae.

## Distribución geográfica
Habita en Japón.